# Mk 29 (пусковая установка)

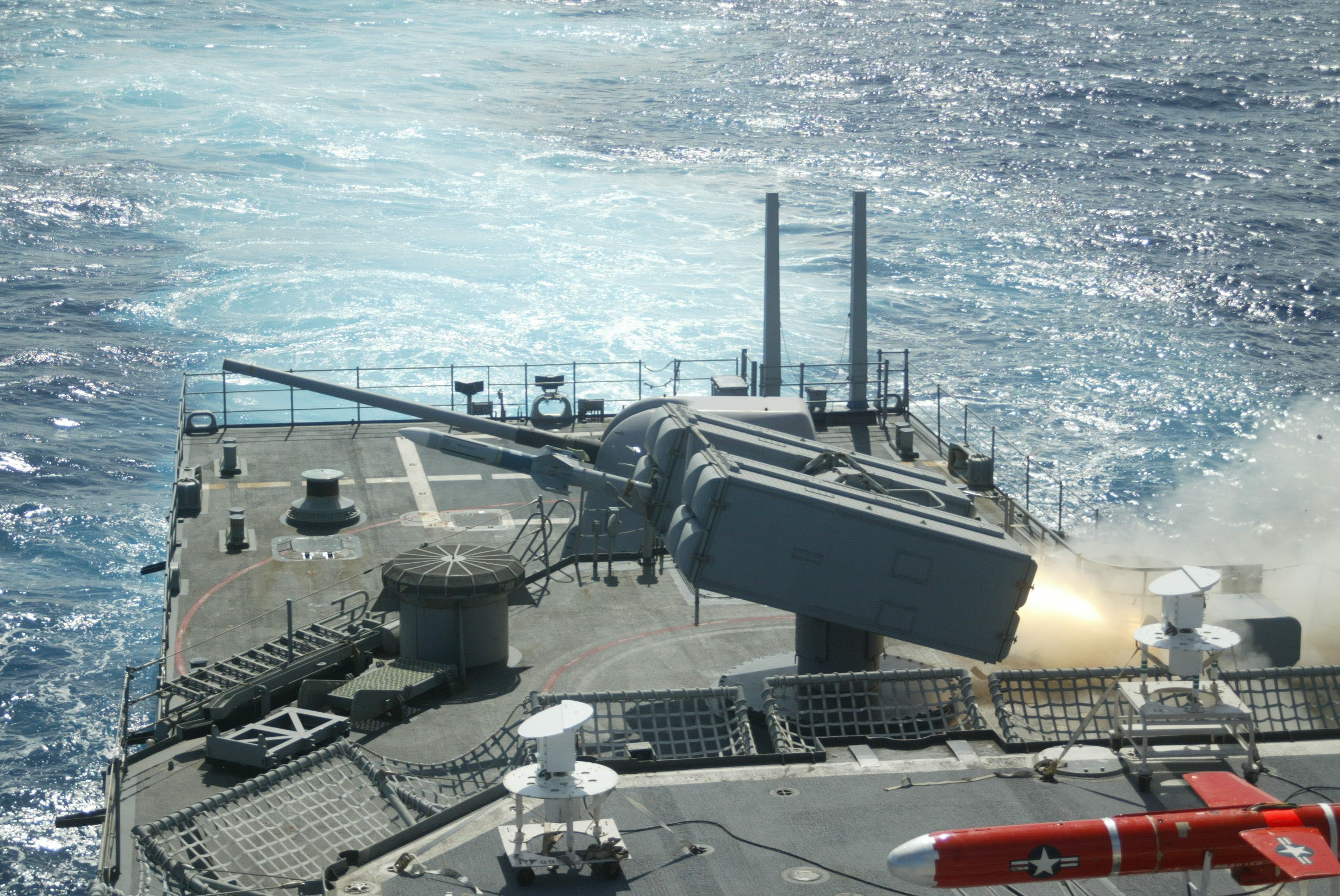
Пусковая установка Mk 29 на эсминце DD-975 «О’Брайен»

Mk 29 (Mark 29) — американская пусковая установка контейнерного типа на 8 ракет «Си Спарроу» или ESSM. Используется в системах ПВО самообороны авианосцев типа «Нимиц», УДК типов «Уосп», «Тарава» и других кораблях НАТО. Разработана для замены однотипной, но большей по размерам ПУ Mk 25.
Производится компанией Raytheon с 1975 года, находится на вооружении ВМС 15 стран.

## Тактико-технические характеристики
- Масса установки — 5800 кг[3]
- Скорость наведения[3]:
  - по азимуту — 40 °/c
  - по углу места — 65 °/c
- Угол возвышения — –5...+85°[3]
- Темп стрельбы — 1 пуск каждые 2 секунды[3]

## Установки на кораблях
- Авианосцы типа «Нимиц»
- Универсальные десантные корабли типа «Уосп»
- Универсальные десантные корабли типа «Тарава»
- Эскадренные миноносцы типа «Спрюэнс»

### Пуск ракеты

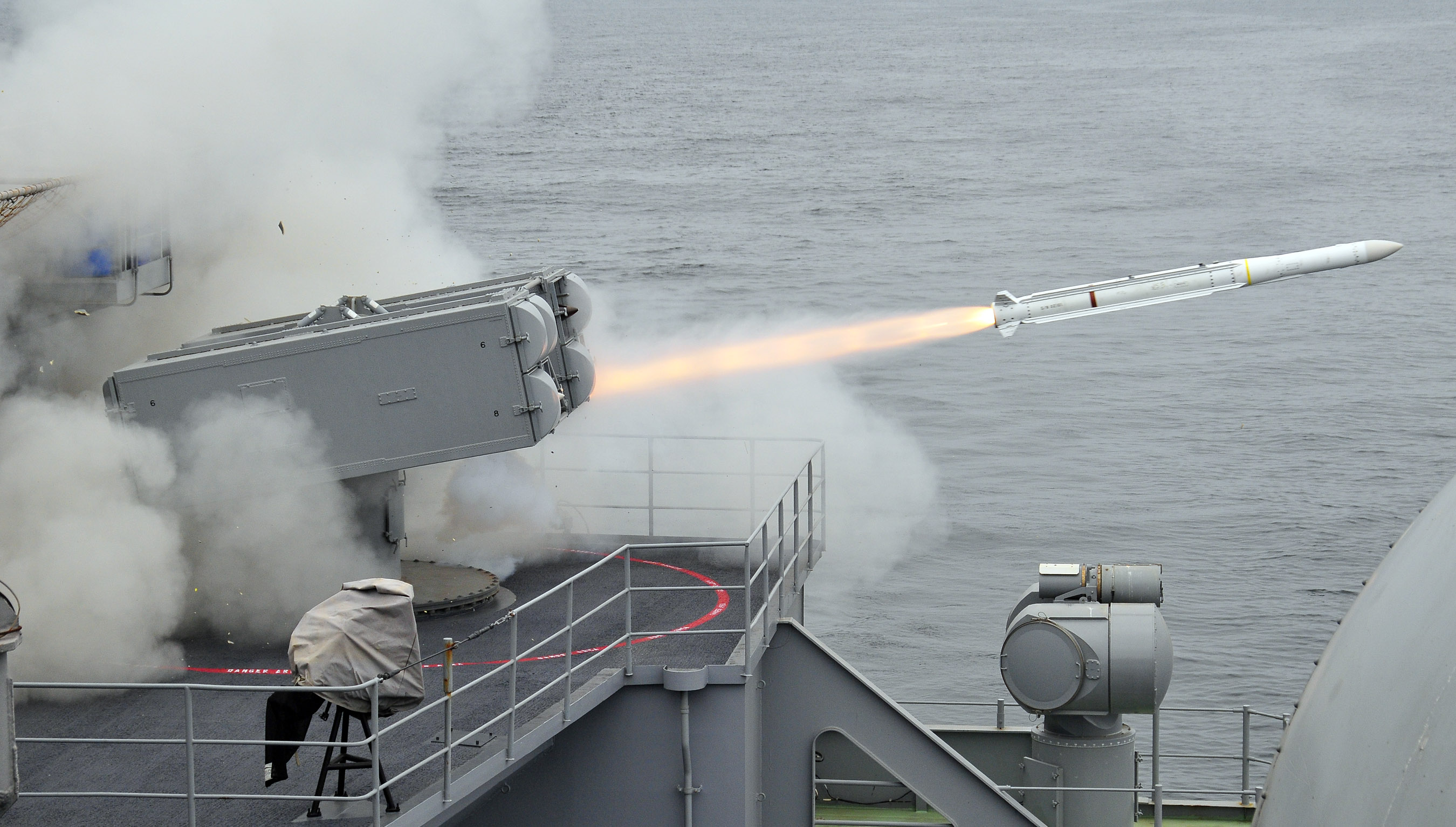
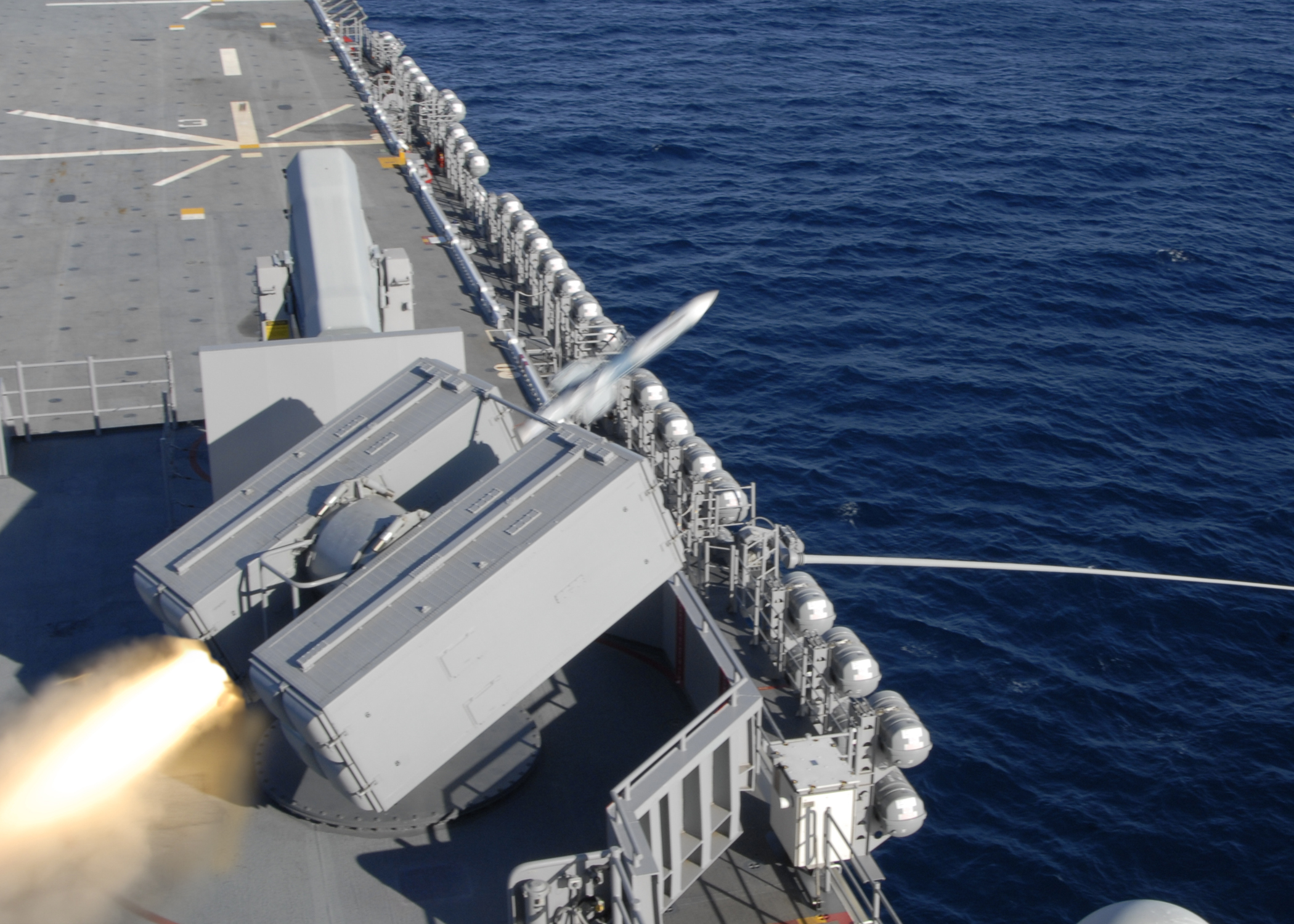
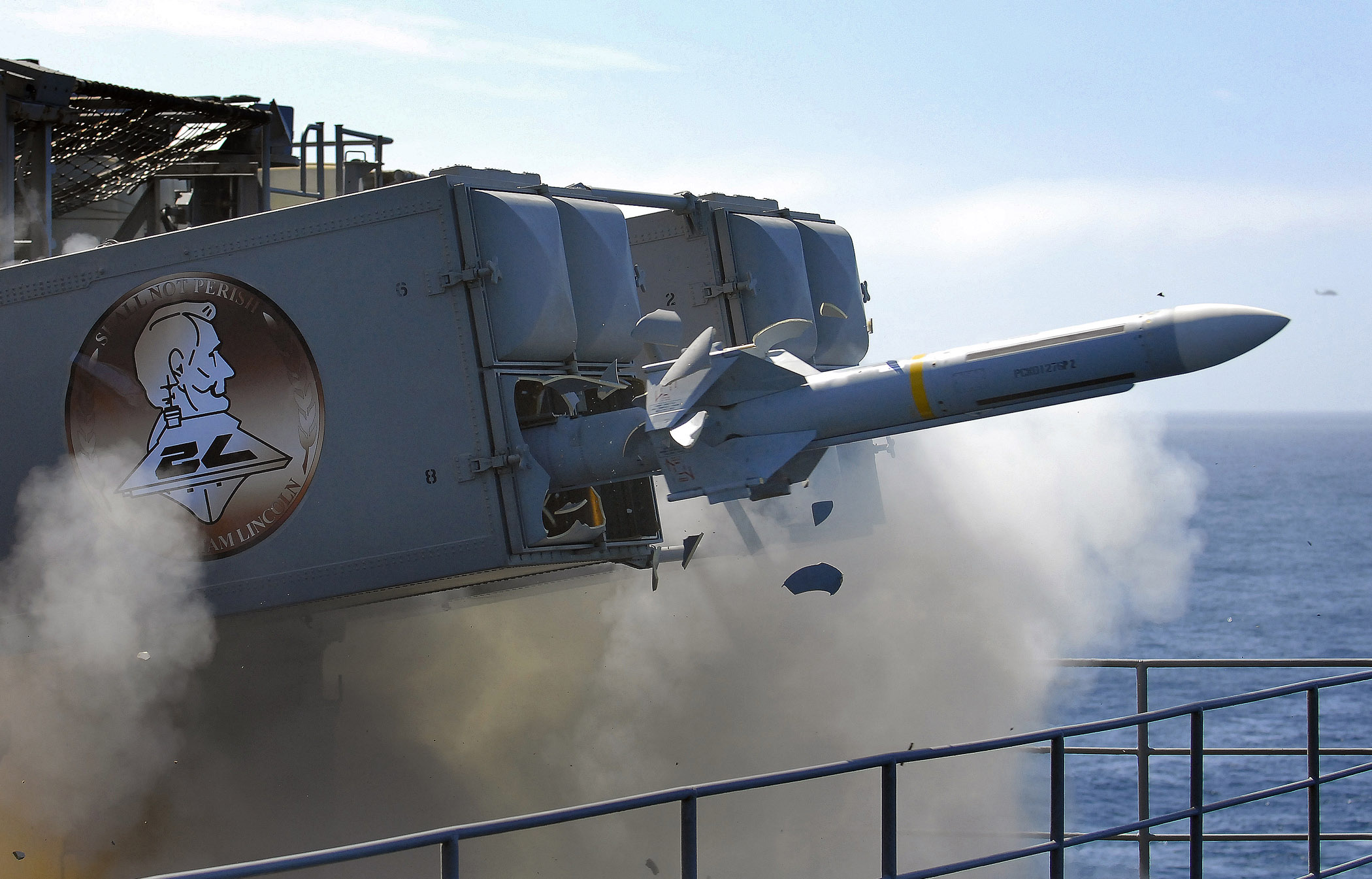
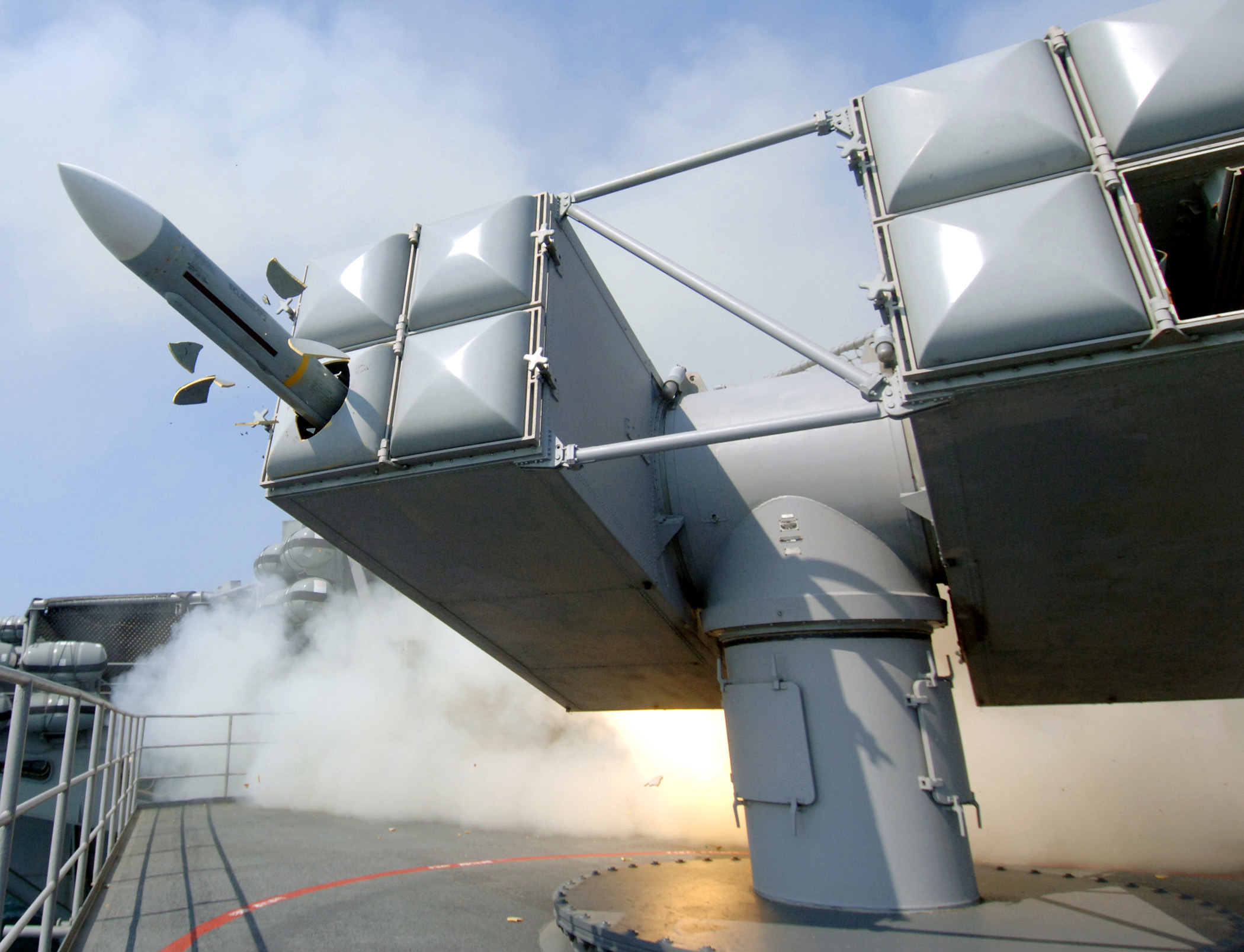

### Перезарядка установки

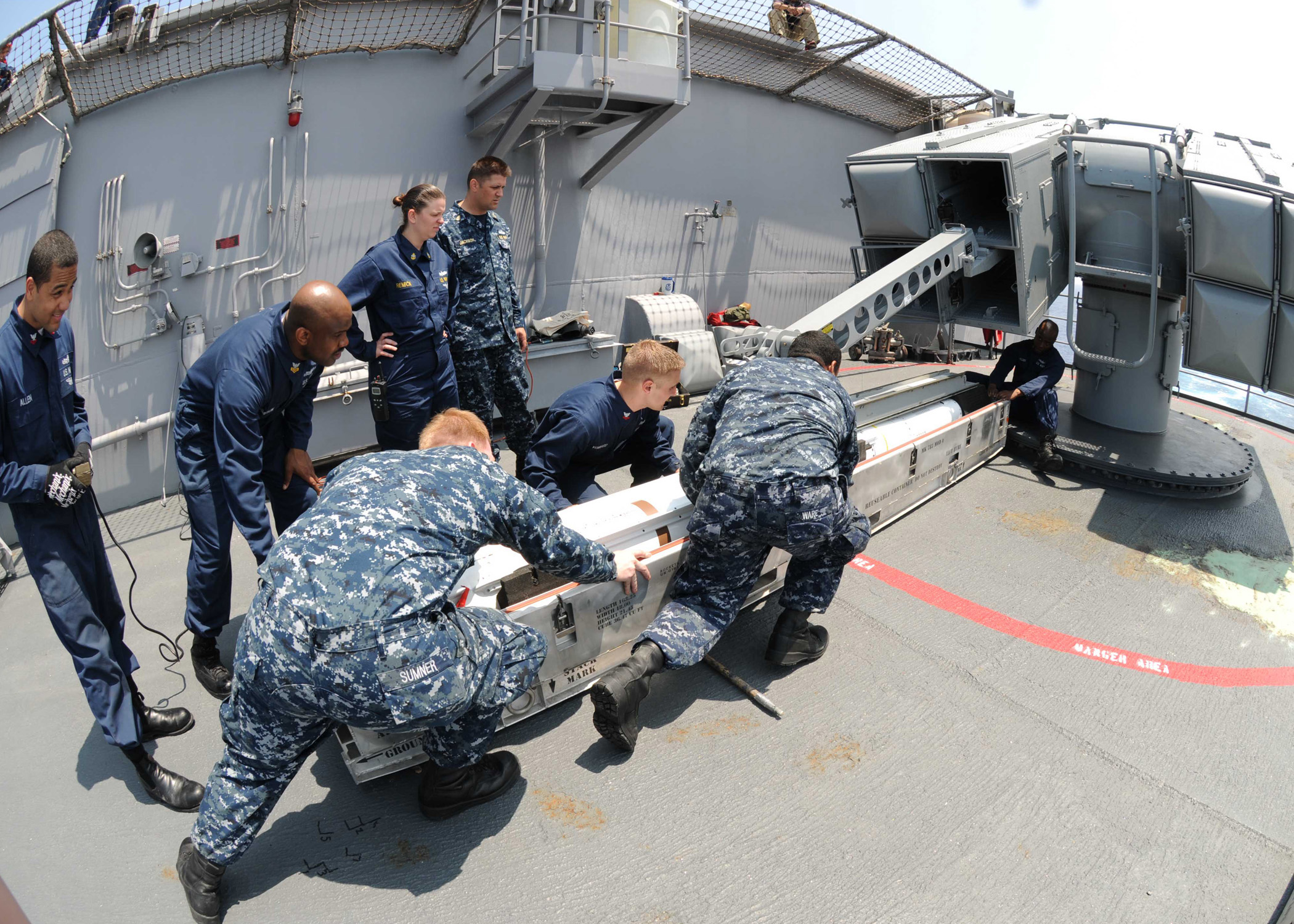
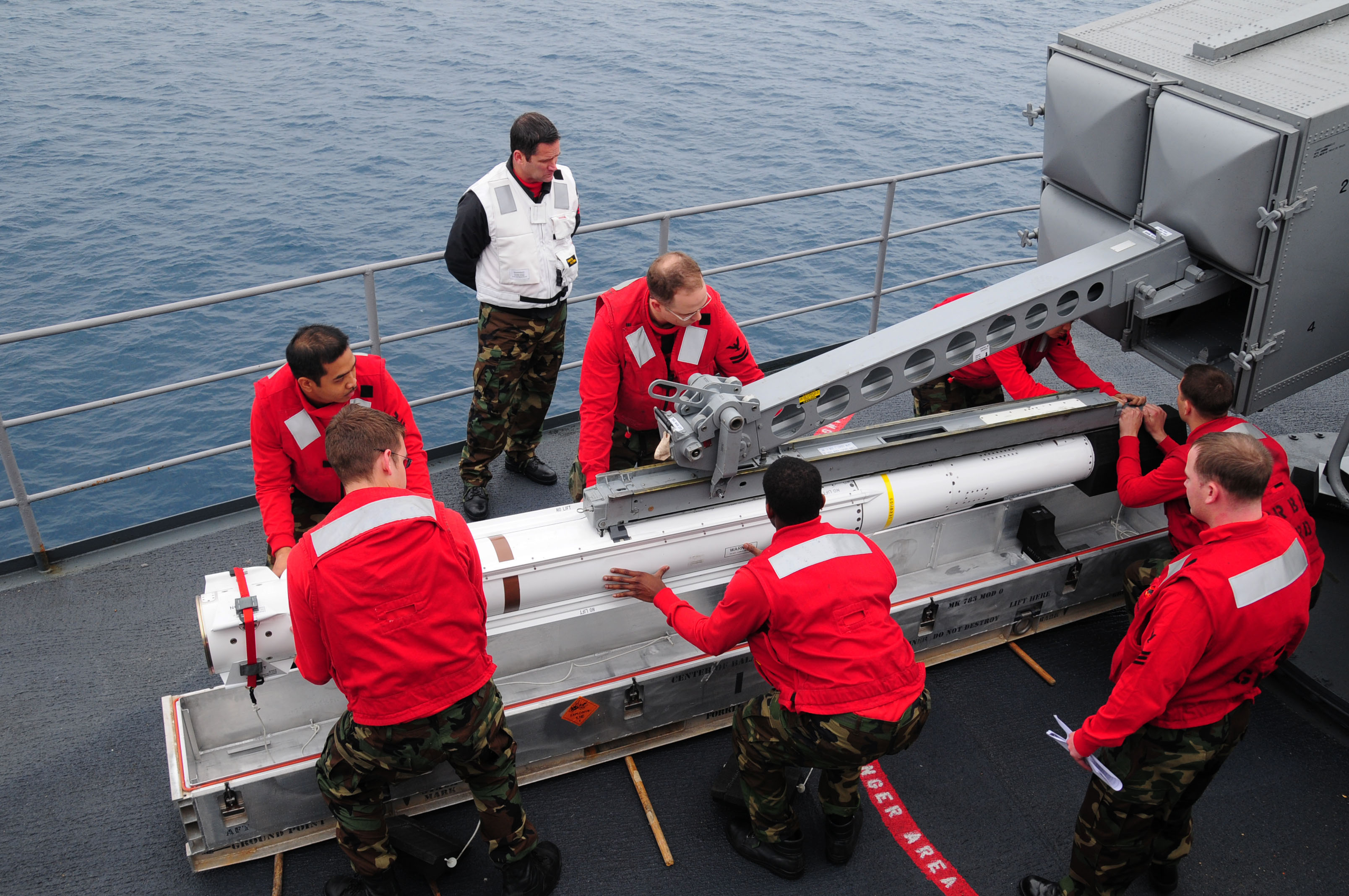
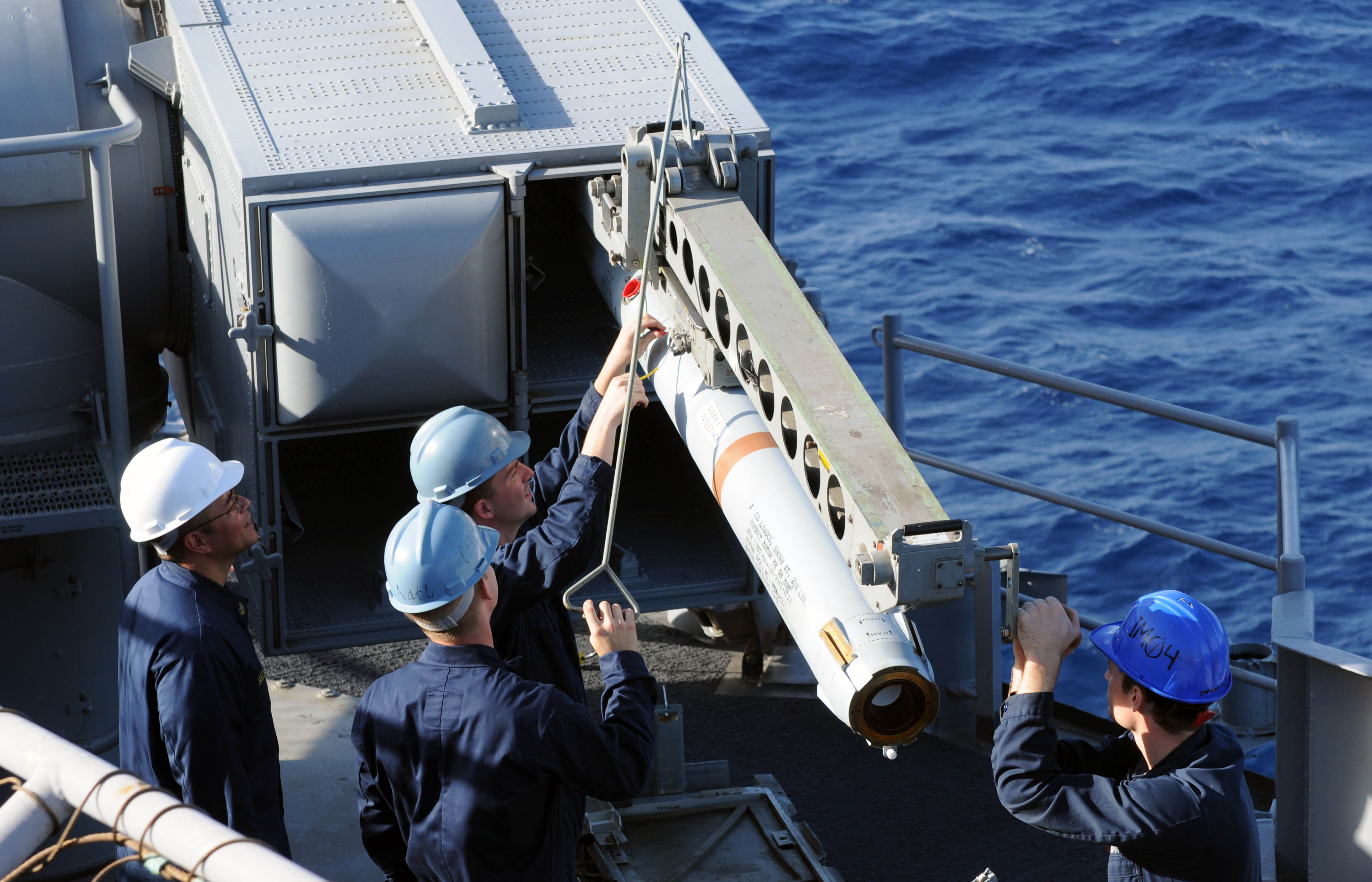
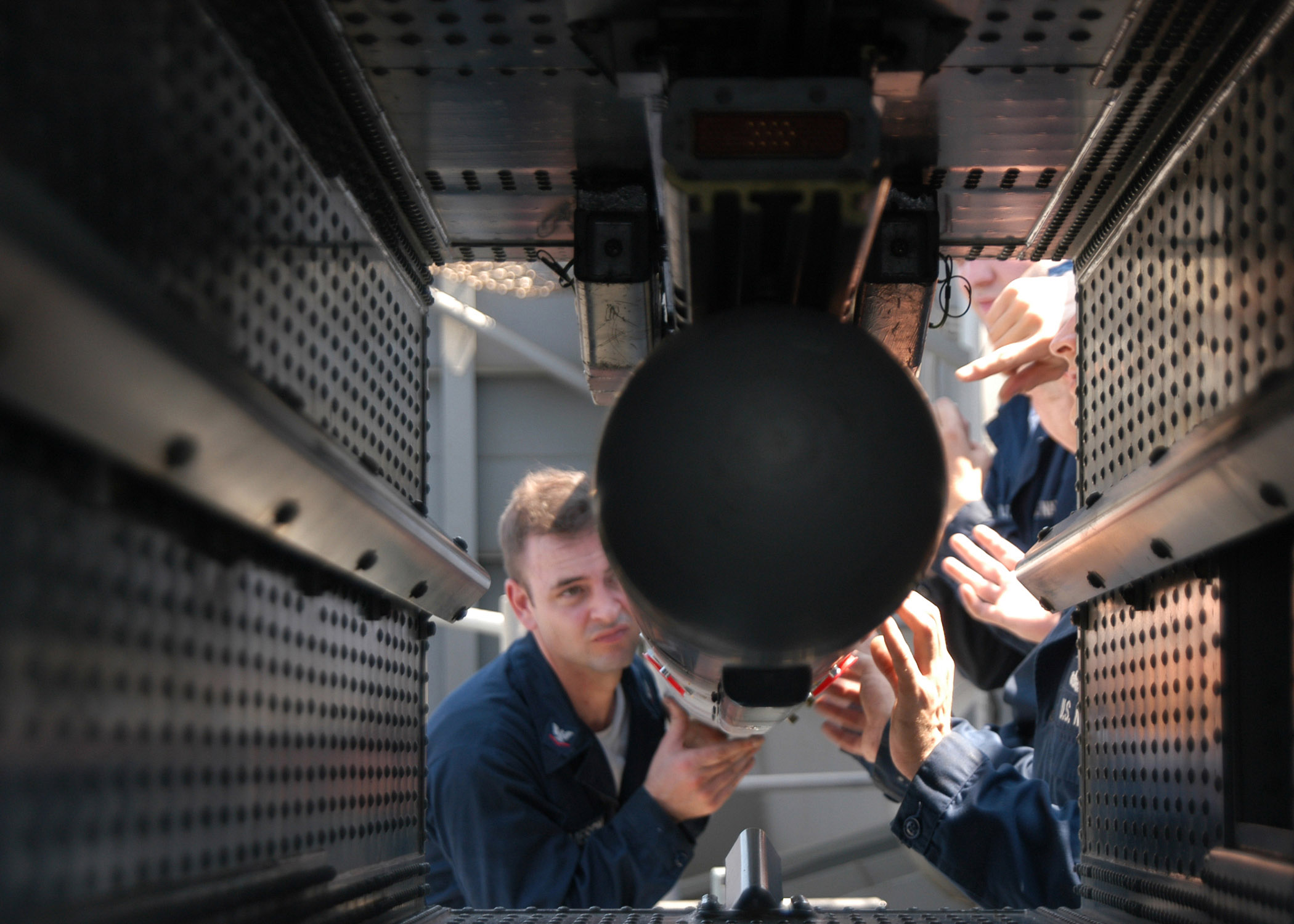